# Tenneville
Tenneville  ist eine belgische Gemeinde in der Provinz Luxemburg.
Sie besteht aus den Ortschaften Tenneville, Champlon und Erneuville.

## Bilder

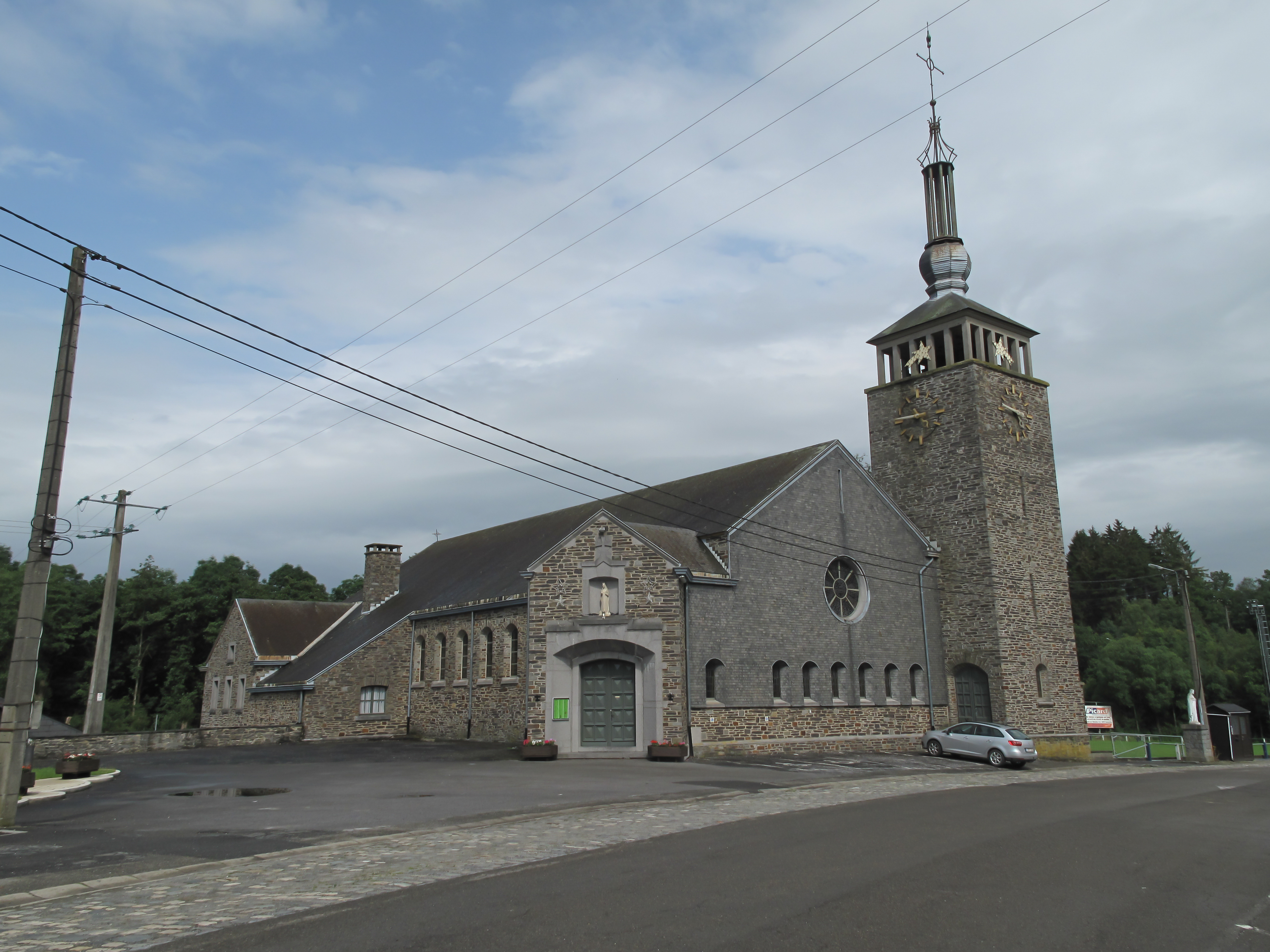
Tenneville, Kirche: église Notre-Dame de Beauraing
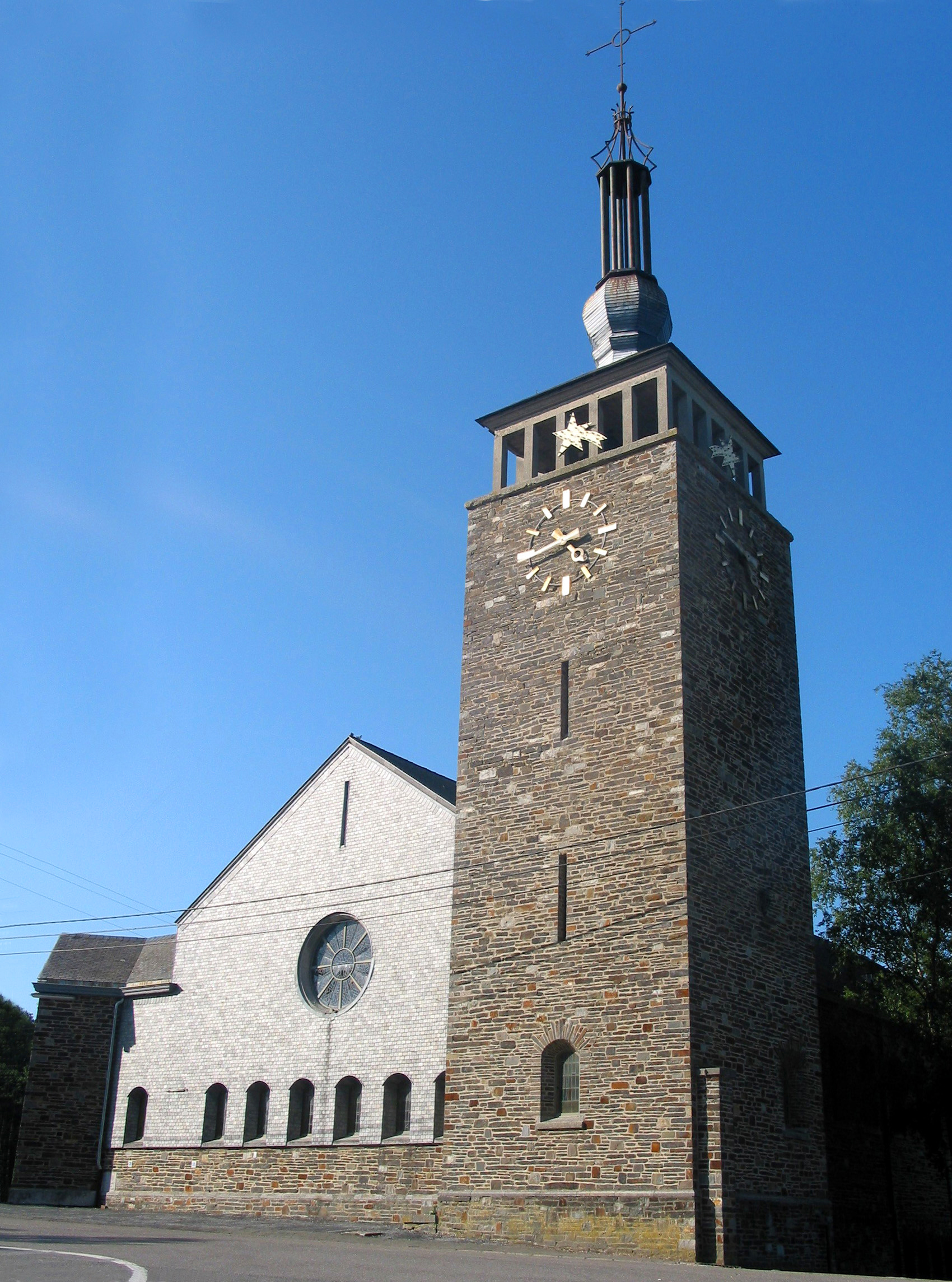
Tenneville, Kirche: Notre-Dame de Beauraing
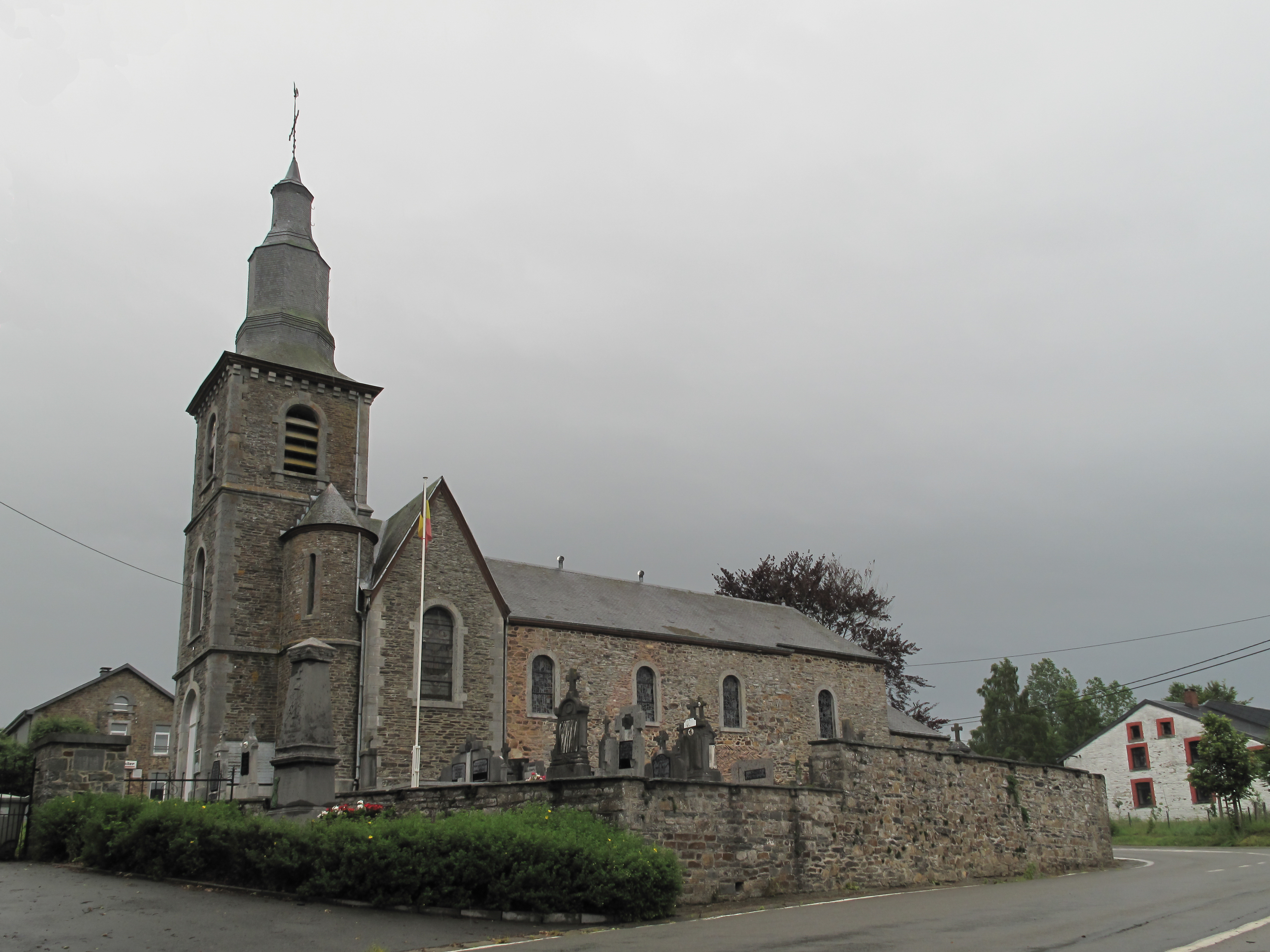
Erneuville, Kirche: église Saint-Pierre